# كلية القاسمي
أكاديمية القاسمي تأسست في باقة الغربية، التابعة لإسرائيل، بمبادرة من طريقة القاسمي الخلوتية الجامعة (إحدى الطرق الصوفية) التي يترأس مجلس أمنائها الشيخ عبد الرؤوف القاسمي. بدأت الأكاديمية مشوارها في عهد الشيخ عفيف بن حسني الدين القاسمي عام 1989. ثم خلفه الشيخ عبد الرؤوف بن حسني الدين القاسمي ليرعى هذه المؤسسة التي أصبحت أول جامعة في مدينة عربية في الدولة.
بدأت الأكاديمية مسيرتها بكلية للشريعة والدراسات الإسلامية من خلال إعداد معلمين مؤهلين لتعليم الدين الإسلامي واللغة العربية وآدابها، وحصلت على الاعتراف الرسمي من وزارة المعارف والثقافة لمنح شهادة معلم مؤهل كبير عام (1993)، وحصلت على اعتراف أكاديمي من جامعة الأزهر في عام (1995). توسعت الأكاديمية لاحقًا بكلياتها وتخصصاتها لتشمل كافة المجالات: الشريعة الإسلامية واللغة العربية، اللغة الإنجليزية، اللغة العبرية، الرياضيات وعلم الحاسوب، العلوم، التربية الخاصة، الطفولة المبكرة، وقسم الاستكمالات. وفي عام (2002) حازت أكاديمية القاسمي على اعتراف مجلس التعليم العالي لمنح شهادة اللقب الأول B.Ed. (بكالوريوس). وحصلت على الاعتراف ببرنامج الـ M.Ed. في التعليم والتعلم والتربية الرياضية وتدريس الدين الإسلامي. هذا وقد صادق مجلس التعليم العالي مؤخرًا على فتح تخصص الـ M.Teach. تحظى أكاديمية القاسمي بإشراف وتقدير قسم الجودة والتنمية في دائرة خدمات الدولة كنموذج قطري في الجودة والتميّز وقد حصدت الجائزة الوطنية للجودة والتميز عام 2009، وجائزة مؤسسة التعاون للإنجاز للعام 2012، بالإضافة إلى وسام الامتياز الأوروبي لعام 2015. 
وطدت الأكاديمية مكانتها كمشروع للأقلية العربية في البلاد، من خلال مراكز التعلّم المختلفة، كمركز الدراسات الإسلامية والمخطوطات ومركز الإفتاء ووحدة الحاسوب والمكتبة؛ ومتحف الآثار ومجمع القاسمي للغة العربية والمراكز المتنوعة كمركز موارد التعليم والتعلم ومركز الرياضيات ومركز اللغة الإنجليزية ومركز الأبحاث والدراسات؛ ومركز الطفولة المبكرة ومركز أدب الأطفال ومركز الوالدية والأسرة ومركز التعددية الثقافية؛ ومختبرات القاسمي لتدريس العلوم ومختبرات الحاسوب ومركز تكنولوجيا المعلومات والاتصالات ومركز القاسمي للبحوث العلمية وراديو القاسمي التربوي. بالإضافة لعدد كبير من المؤسسات التي تنضوي تحت مجموعة مؤسسات جمعية أتباع الشيخ حسني الدين القاسمي، ككلية الهندسة والعلوم بتخصصاتها (هندسة الكيمياء-تكنولوجيا الاغذية والهندسة المدنية-إدارة البناء والهندسة المعمارية والتصميم الداخلي وهندسة برمجة الحاسوب؛ وهندسة البيوتكنولوجيا والمسار المدمج ومسار الاستكمالات التي تمنح شهادة الدبلوم (هندسي)، وكلية الطب المكمّل)، ومدرسة القاسمي الأهلية- فوق الابتدائية، وشبكة روضات رياض الصالحين النموذجية، والمجمّع الثقافي.

## روابط خارجية
- موقع أكاديمية القاسمي